# Doljani (Novi Pazar)
Doljani (Servisch cyrillisch Дољани) is een plaats in de Servische gemeente Novi Pazar. De plaats telt 89 inwoners (2002).